# Centrolene venezuelense
Centrolene venezuelense är en groddjursart som först beskrevs av Juan A. Rivero 1968.  Centrolene venezuelense ingår i släktet Centrolene och familjen glasgrodor. IUCN kategoriserar arten globalt som livskraftig. Inga underarter finns listade i Catalogue of Life.